# ウルトラマシン

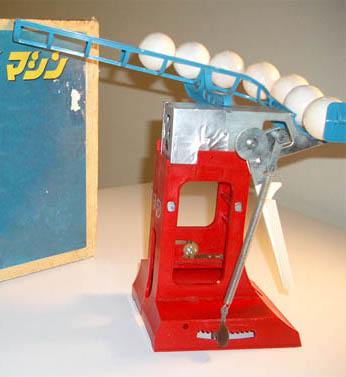
ウルトラマシンとその箱

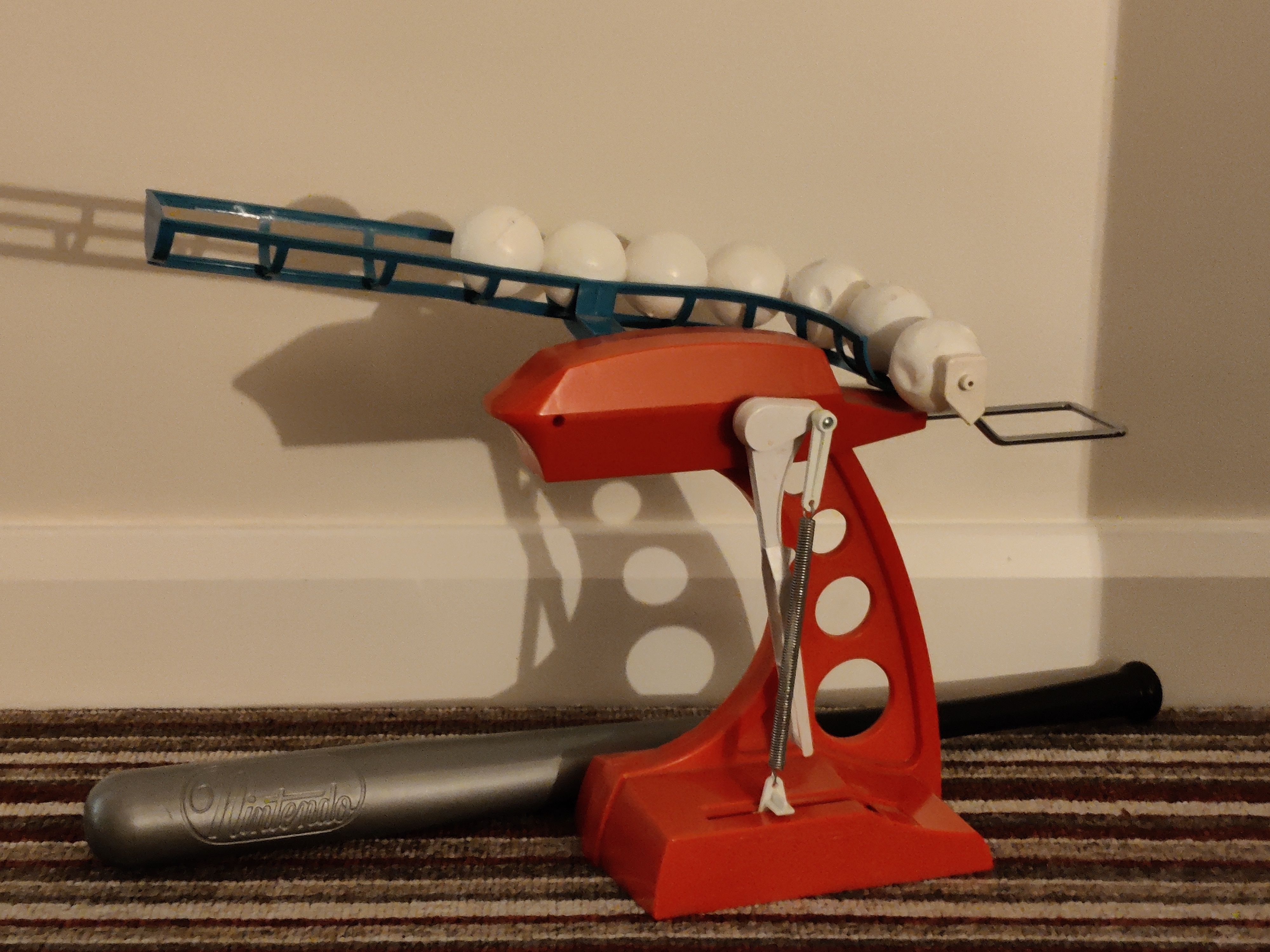
ウルトラマシンDXとバット

ウルトラマシンは、1968年に任天堂より発売された、ミニサイズのピッチングマシンの玩具。

## 概要
電源を入れるとアームが回転し、レーンに置かれている野球のボールを模したピンポン玉を弾いて発射する。初期型の本体は組み立て式だったが、後期型の「ウルトラマシンDX」は本体が一体化されており、組み立て不要に改良された。
付属のビニール製のバットは伸び縮みする仕様になっていた。
TVCMは、当時読売ジャイアンツの選手である王貞治や当時阪神タイガースの選手である田淵幸一が出演しており、「王、田淵に挑戦」のキャッチコピーが添えられていた。

## 開発
ウルトラマシンを開発した横井軍平は、1967年発売のウルトラハンドも開発しており、その成功により当時の任天堂社長の山内溥直属の開発部に配属され、ウルトラシリーズの第2弾としてウルトラマシンが開発された。

## 登場作品
- メイド イン ワリオシリーズ - いずれもミニゲームの一つとして登場。
  - メイド イン ワリオ - ナインボルトステージのボスとして登場。
  - おどる メイド イン ワリオ
- とびだせ どうぶつの森 - 家具の一種として登場。
- だるめしスポーツ店 - ウルトラマシンをモチーフにしたミニゲーム、およびキャラクターが登場。
- スプラトゥーン2 - ウルトラマシンをモチーフにした装備アイテム「ボムピッチャー」が登場[5]。